# Amiga Active
Az Amiga Active egy havonta megjelenő számítógépes játékokkal foglalkozó magazin volt, melyet a Pinprint Publishing adott ki. Akkor alapították amikor a legtöbb Amiga magazin már megszűnt, így csak egyetlen főbb riválisa volt; az Amiga Format. Az Amiga Active szerkesztőinek többsége korábban a CU Amiga Magazine-nál dolgozott, amely egy évvel korábban szűnt meg. Összesen 26 lapszám jelent meg; az első 1999 októberében, míg az utolsó 2001 novemberében. Az Amiga Active megszűnésével a közel 14 éves múltra visszatekintő brit Amiga újságírás is megszűnt.

## Lásd még
- Amiga Survivor

## Külső hivatkozások
- Az Amiga Active hivatalos weboldala (archívum) (angolul)
- Az Amiga Active profilja az amigau.com weblapon (angolul)